# Illinois State Route 84
Die Illinois State Route 84 (kurz IL 84) ist eine State Route im US-Bundesstaat Illinois, die in Nord-Süd-Richtung verläuft. Die Straße bildet auf einem Teil seines Verlaufs den Illinois-Abschnitt der Great River Road, die entlang des Mississippi führt.
Die State Route beginnt am U.S. Highway 6 südlich von Colona und endet nach 151 Kilometern südlich von Hazel Green an der Wisconsin State Route 80.

## Verlauf
Östlich von Colona überquert die IL 84 den Green River und trifft in Silvis auf die Illinois State Route 5 und nutzt bis zur Kreuzung an der 1st Street die Trasse der State Route 92. Die Straße verlässt Silvis in nördlicher Richtung parallel zum Mississippi. Westlich von Rapids City trifft sie auf die Interstate 80 und nördlich von Cordova passiert die IL 84 das Kernkraftwerk Quad Cities. Im Süden von Fulton wird die State Route vom U.S. Highway 30 gekreuzt und trifft im Zentrum der Stadt auf die Illinois State Route 136.
In Savanna teilt sich die IL 84 die Trasse mit dem U.S. Highway 52 und der Illinois State Route 64 und durchquert anschließend den Mississippi Palisades State Park. Zwischen dem Elizabeth Township und dem Rawlins Township nutzt die State Route die Trasse des U.S. Highways 20, bevor sie südlich von Hazel Green an der Grenze zu Wisconsin endet und in die Wisconsin State Route 80 übergeht.